# IC 2303
IC 2303 је појединачна звијезда у сазвјежђу Рак која се налази на листи објеката дубоког неба у Индекс каталогу.
Деклинација објекта је + 19° 25' 9" а ректасцензија 8h 20m 19,4s.